# Hohe Schule des Violoncellospiels - Vierzig Etüden für Violoncello solo
Hohe Schule des Violoncellospiels - Vierzig Etüden für Violoncello solo, opus 73 is een zeer gerenommeerde verzameling van etudes speciaal geschreven voor de violoncello. De etudes werden geschreven door de cellist David Popper.
De veertig etudes zijn werken die zeer zeker niet op moeilijkheidsgraad moeten worden onderschat. Technieken van duimpositie tot zeer rap van positie als van snaren wisselen komen allen aan bod. Het spel vindt over het algemeen hoog op de toets plaats. De etudes klimmen op in moeilijkheidsgraad. In de cellowereld is dan ook vaak te horen: wanneer je alle 40 etudes kan spelen, kan je zo ongeveer alles spelen.
Door de jaren heen kozen cellisten vaak de etudes uit om hun kunnen te laten zien in bijvoorbeeld een encore.
Popper schreef ter voorbereiding op de 40 etudes nog een tweetal verzamelingen van etudes voor een lager speelniveau.